# Melolontha carinata
Melolontha carinata är en skalbaggsart som beskrevs av Brenske 1896. Melolontha carinata ingår i släktet Melolontha och familjen Melolonthidae. Inga underarter finns listade i Catalogue of Life.